# Nationales Zentrum zur Bekämpfung der Wüstenbildung

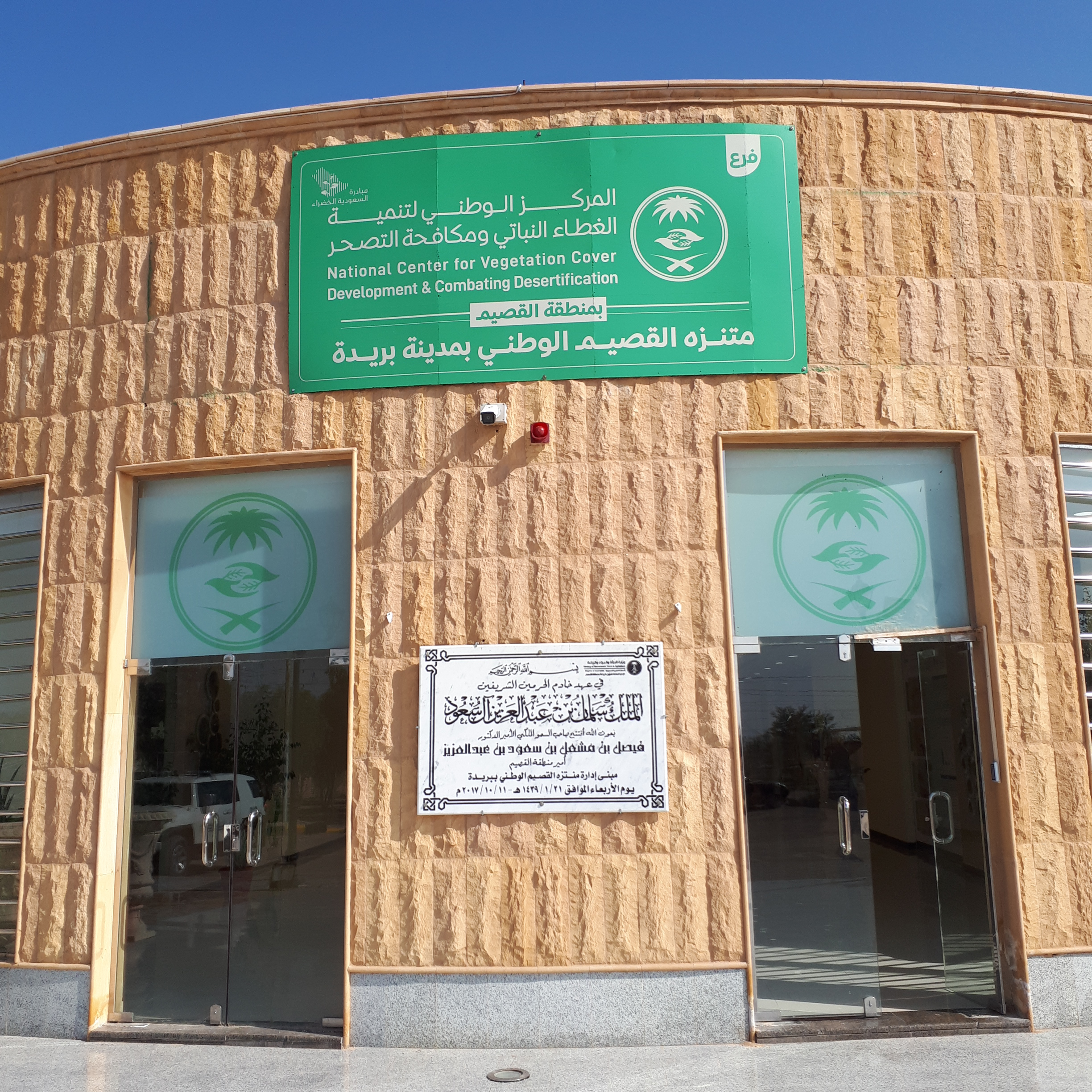
Eingang zum NCVC (südlich von Buraida, Region al-Qasim)

Das Nationale Zentrum für die Entwicklung von Grünflächen und Bekämpfung der Wüstenbildung (arabisch المركز الوطني لتنمية الغطاء النباتي ومكافحة التصحر, DMG al-Markaz al-waṭanī li-tanmiyat al-ġiṭāʾ an-nabātī wa-mukāfaḥat at-taṣaḥḥur; englisch National Center for Vegetation Development & Combating Desertification, kurz NCVC) ist ein staatliches Institut in Saudi-Arabien, das im März 2019 nach der Auflösung der Generalbehörde für Meteorologie und Umweltschutz vom Umweltministerium in Riad gegründet wurde.

## Beschreibung
Die Ziele des Zentrums sind die Vergrößerung der Grünflächen, die Bekämpfung der Wüstenbildung, die Sanierung degradierter Vegetationsstandorte, die Sensibilisierung der Bevölkerung zur Reduzierung negativ sich auswirkender landwirtschaftlicher Praktiken und die Verbesserung der Lebensqualität. Die Kampagne steht im Einklang mit den Aufgaben des Nationalen Zentrums für Vegetationsentwicklung und Bekämpfung der Wüstenbildung.
Das Nationale Zentrum hat in Zusammenarbeit mit der National Water Company eine Million Bäume in der Oasenregion Buraida gepflanzt. Diese Oase erstreckt sich über eine Fläche von mehr als 28 Quadratkilometern in der Provinz al-Qasim und trägt zu den Zielen der Saudi Green Initiative (SGI) bei, mit dem nationalen Baumpflanzprogramm 10 Milliarden Bäume zu pflanzen.
Der Privatsektor ist bei Baumpflanzprojekten im Königreich von entscheidender Bedeutung. Diese vom Zentrum überwachten Projekte zielen darauf ab, den Kohlendioxidausstoß zu senken. Darüber hinaus konzentrieren sie sich auch darauf, die Ökosysteme lokaler Arten vor dem Aussterben zu schützen und nachhaltige Praktiken zu fördern. Um dies zu erreichen, hat das Zentrum „Vegetationsbedeckung“ das Nationale Baumpflanzprogramm ins Leben gerufen. Dieses Programm ist in Zusammenarbeit mit dem Ministerium für Umwelt, Wasser und Landwirtschaft in 13 regionalen Zweigstellen aktiv. Es umfasst ein breites Spektrum von Teilnehmern, zu denen die Regierung, der Privatsektor, gemeinnützige Organisationen und Freiwillige zählen. Damit sollen die Ziele der Saudi Green Initiative erfüllt werden.
Das Zentrum konzentriert sich auf die Entwicklung und den Schutz von Vegetationsstandorten, die Überwachung und Sanierung degradierter Gebiete, einschließlich der Bewirtschaftung von Weiden, Wäldern und Nationalparks sowie deren Nutzung. Außerdem geht es darum, Eingriffe in die Vegetationsdecke zu minimieren, die Abholzung im gesamten Königreich zu bekämpfen und natürliche Ressourcen sowie die Artenvielfalt zu schützen.

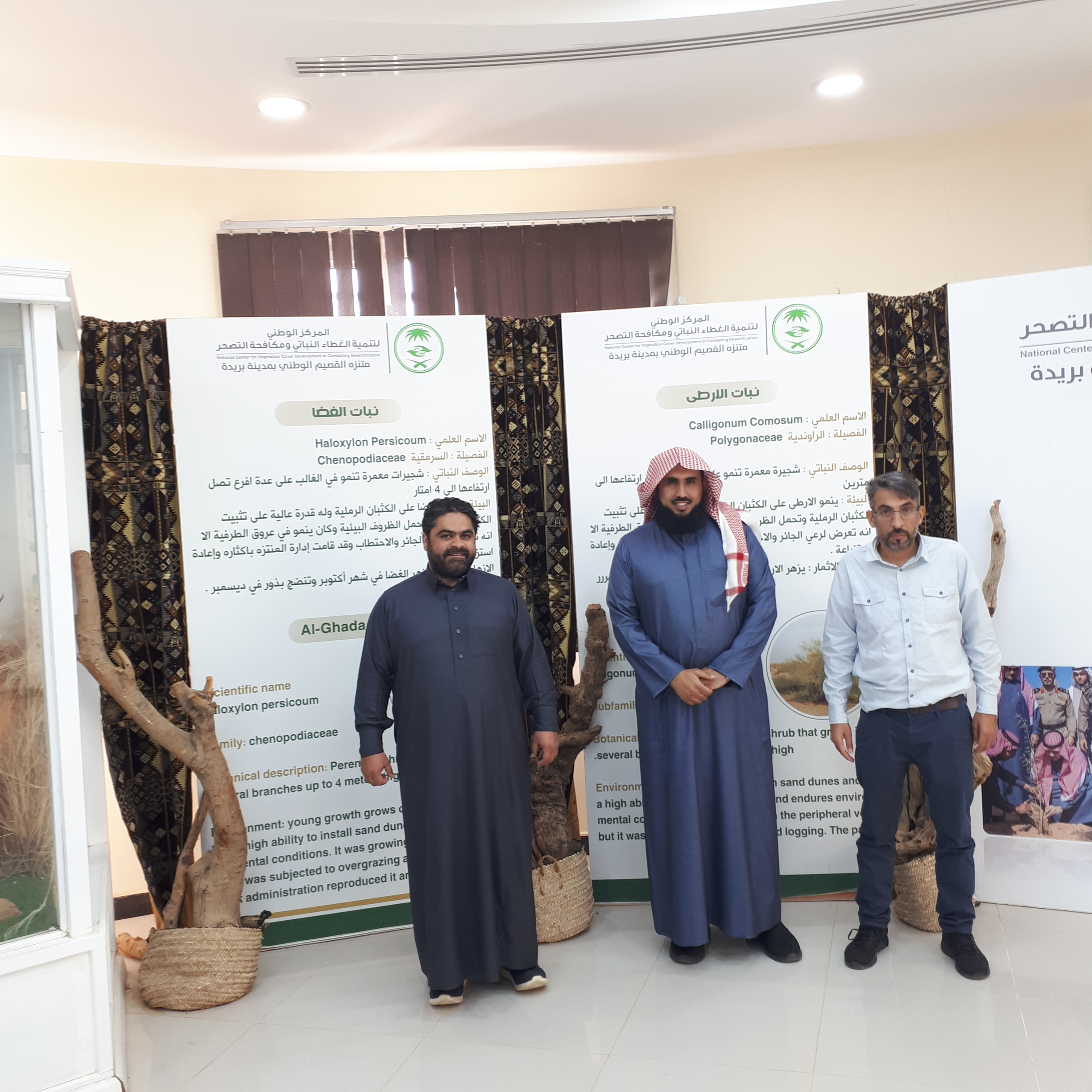
Ausstellung im National desertification center Buraida
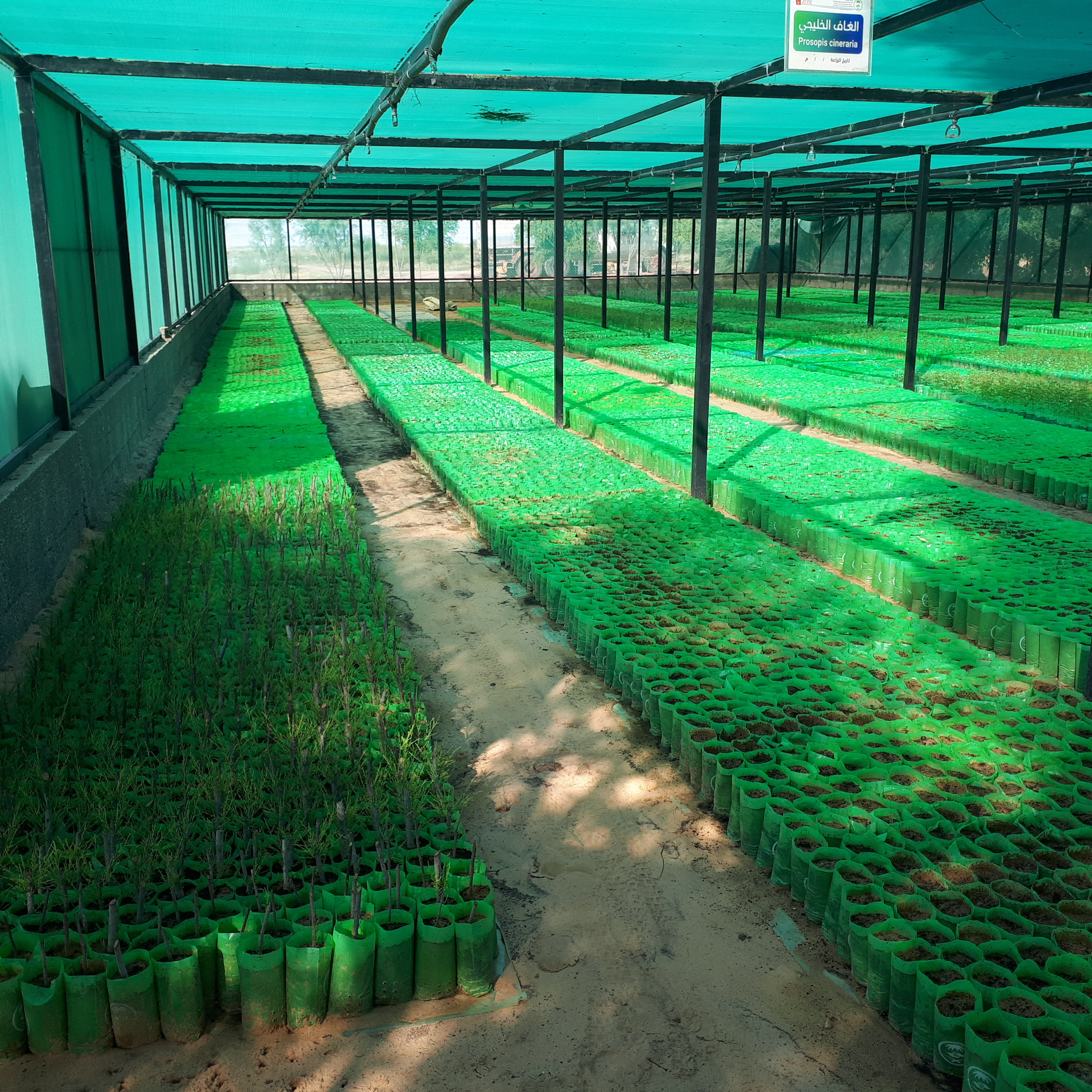
Gewächshaus zur Anzucht der auszusetzenden Pflanzen
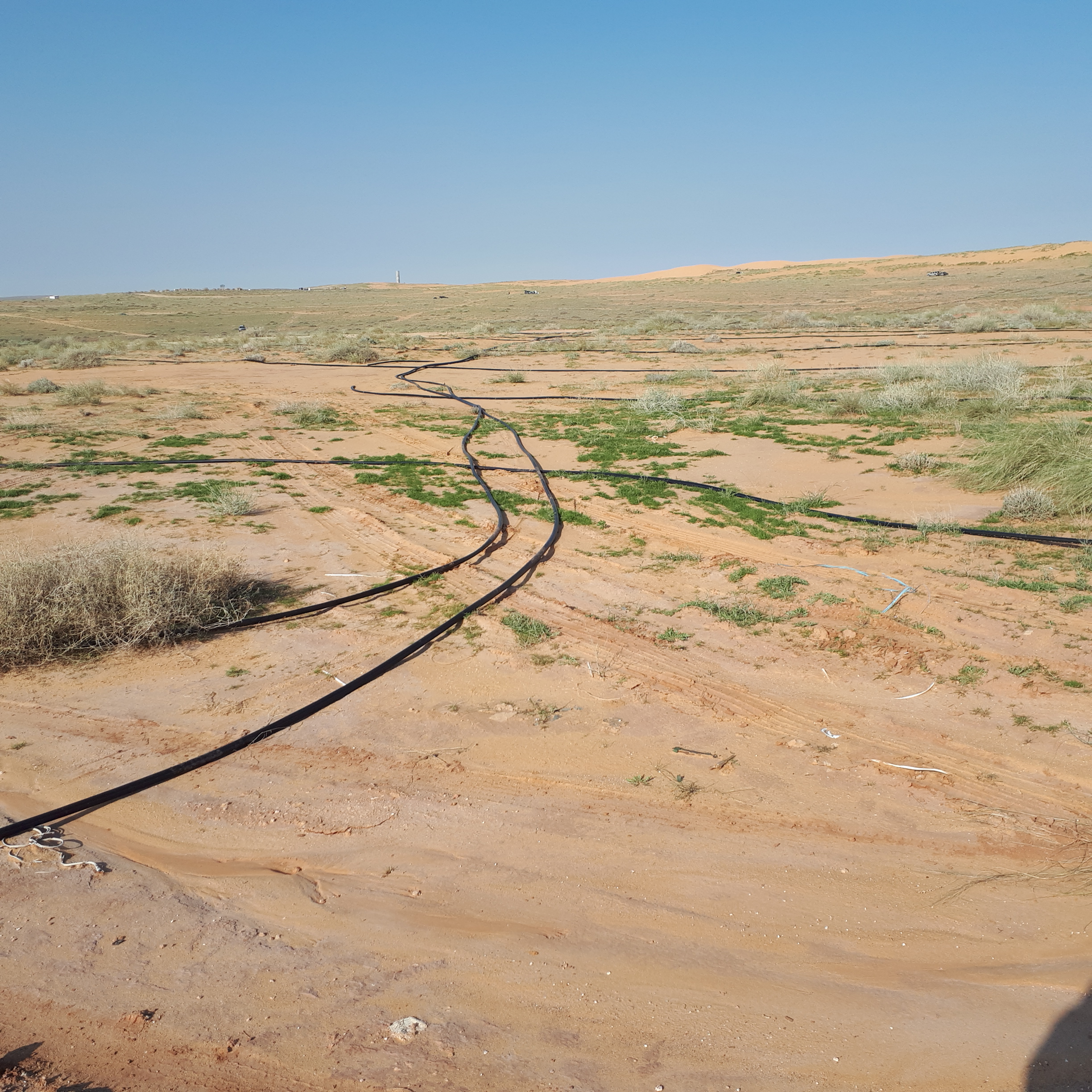
Leitungen über Wüstengebiete zur Tröpfchenbewässerung neuer Pflanzen